# Người dê

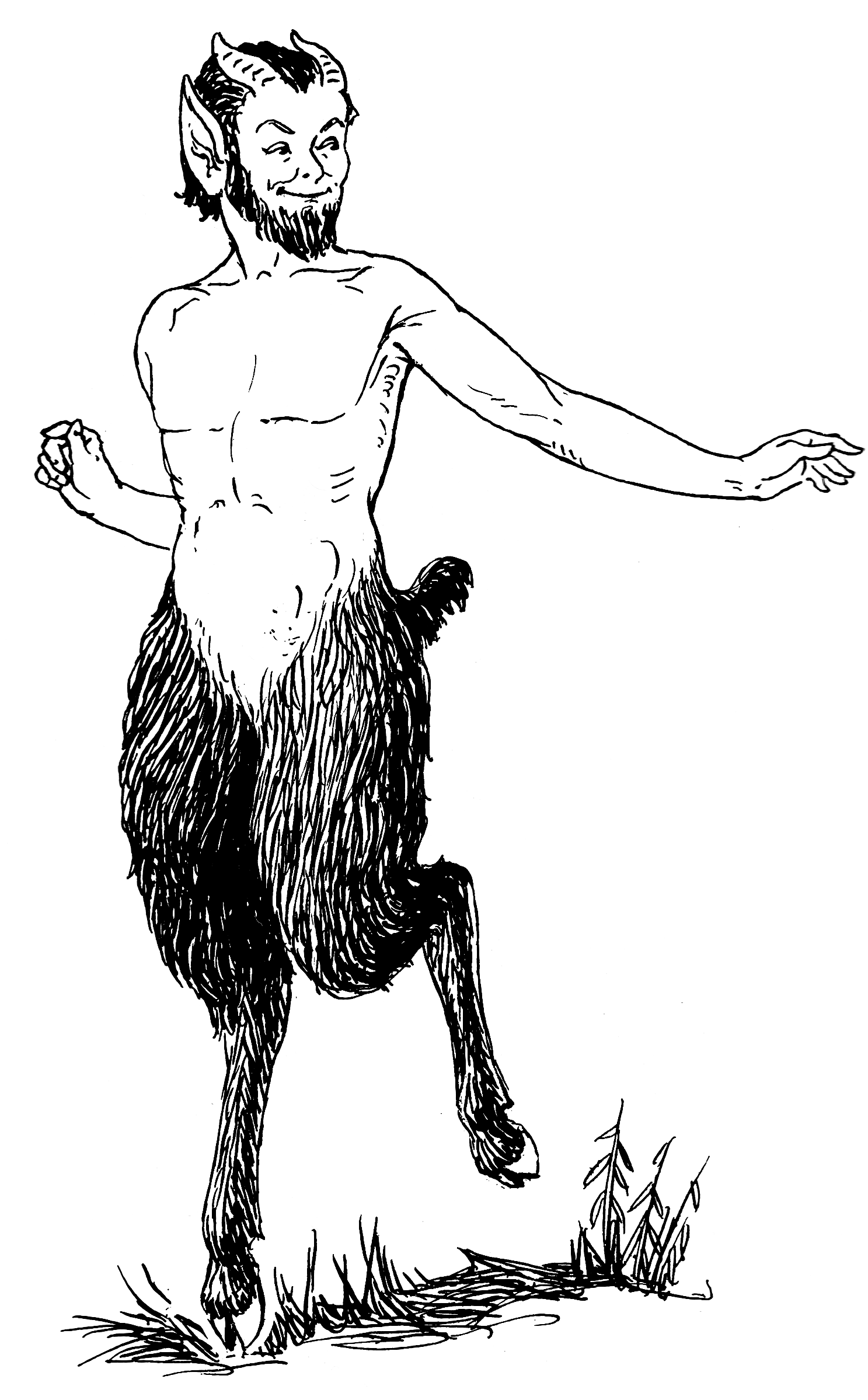
Người ta đồn rằng người dê có ngoại hình giống với faun trong thần thoại.

Người Dê (tiếng Anh: Goatman)là một sinh vật trong truyền thuyết được miêu tả với thân hình nửa người nửa dê.

## Truyền thuyết
Truyền thuyết về người dê được lan rộng khi những bài báo kỳ lạ được đăng trên bài báo địa phương Maryland. Tuy nhiên sinh vật này đã biến mất không dấu vết sau đó lại xuất hiện trở lại vào năm 1962 sau khi bị nghi là hung thủ giết chết 14 người bao gồm 2 người lớn và 12 trẻ em khi họ leo núi. Theo những nạn nhân sống sót miêu tả lại là người dê đã giết chết những người xấu số bằng rìu và phát ra những âm thanh giống như quỷ dữ.
Một biến thể của câu chuyện nói rằng người dê là kết quả của một cuộc thí nghiệm DNA được thực hiện bởi một nhà khoa học tên là Stephen Fletcher khi ông trộn DNA của người trợ lý của mình với DNA của dê.